# Saša Vasiljević
Saša Vasiljević (Osijek, 23 marzo 1979) è un ex cestista bosniaco.

## Carriera
Con la Bosnia ed Erzegovina ha disputato i Campionati europei del 2011.

## Palmarès
- Lega Adriatica: 1

Hemofarm Vršac: 2004-05